# Мончак, Мефодий Степанович
Мефодий Степанович Мончак (1915—1944) — майор Рабоче-крестьянской Красной Армии, участник Великой Отечественной войны, Герой Советского Союза (1943).

## Биография
Родился 16 мая 1915 года в селе Харьковцы (ныне — Старосинявский район Хмельницкой области Украины). Окончил семь классов школы. В 1937 году Мончак был призван на службу в Рабоче-крестьянскую Красную Армию. Окончил курсы младших лейтенантов. С 1941 года — на фронтах Великой Отечественной войны. К октябрю 1943 года гвардии капитан Мефодий Мочнак был заместителем командира 4-го гвардейского истребительно-противотанкового артиллерийского полка 38-й армии Воронежского фронта. Отличился во время битвы за Днепр.
12 октября 1943 года группа батарей Мончака, находясь в составе рейдовой группы, участвовала в бою у села Блиставица Бородянского района Киевской области Украинской ССР, уничтожив 6 танков, 4 штурмовых орудия и 48 автомашин. Во время боя за село Новые Петровцы Вышгородского района артиллеристы Мончака уничтожили 4 танка, 3 штурмовых и 12 артиллерийских орудий, а также взяли в плен 64 немецких солдата и офицера.
Указом Президиума Верховного Совета СССР от 24 декабря 1943 года за «образцовое выполнение боевых заданий командования на фронте борьбы с немецкими захватчиками и проявленные при этом мужество и героизм» гвардии капитан Мефодий Мончак был удостоен высокого звания Героя Советского Союза с вручением ордена Ленина и медали «Золотая Звезда».
17 января 1944 года Мончак погиб в бою в поле между селами Конела и Конело-Хуторами. По непроверенным данным сначала был похоронен в селе Марийка Жашковского района. Согласно донесению о безвозвратных потерях 4-го гвардейского истребительно-противотанкового артиллерийского полка от 20 февраля 1944 года был похоронен в Киеве в парке имени Пушкина. В августе 1956 года было принято решение о перезахоронении останков офицеров и генералов, похороненных  в парках и садах Киева в Аносовском парке.
Навечно зачислен в списки личного состава воинской части. Был также награждён двумя орденами Красного Знамени, орденами Отечественной войны 2-й степени и Красной Звезды.
В честь Мончака названа школа в его родном селе.